# 野吕田芳成
野吕田芳成（日语：／ Norota Hōsei，1929年10月25日—2019年5月23日）是日本政治家。出生在秋田縣能代市。

## 生平
野吕田芳成的党籍为自由民主党，曾當選1屆参議院議員、8屆众议院议员。1995年至1996年担任农林水產大臣，1998年至1999年担任防衛廳長官。于2019年5月23日因膀胱癌在东京去世。終年89岁。

## 荣誉

### 日本勋章奖章
- 勋一等旭日大绶章（2002年公布）

### 外国勋章奖章
- 莲花赐勋章（印度，2001年1月公布[4]）